# Ambatoharanana (Mananara Nord)
Ambatoharanana est une commune rurale malgache dans la région d'Ambatosoa.